# Banjo-Kazooie
Banjo-Kazooie es un videojuego de plataformas de 1998 desarrollado por la compañía británica Rare y publicado por Nintendo para Nintendo 64. Controlando a los personajes, el oso Banjo y el pájaro Kazooie, el jugador intenta salvar a la hermana secuestrada de Banjo, Tooty, de la bruja Gruntilda. Se puede explorar nueve mundos no lineales para reunir elementos y progresar. Usando las habilidades transversales y de combate de Banjo y Kazooie, completan desafíos como resolver acertijos, saltar obstáculos y derrotar a jefes.
Rare concibió a Banjo-Kazooie como un videojuego de rol, Dream, para Super Nintendo Entertainment System después de la finalización de Donkey Kong Country 2: Diddy's Kong Quest (1995). El equipo de quince miembros, dirigido por Gregg Mayles, hizo la transición del desarrollo a Nintendo 64 y reformuló el juego como un videojuego de plataformas después de que el formato de juego de rol resultó ser demasiado complejo. Banjo-Kazooie se inspiró en Super Mario 64 (1996) y se diseñó para atraer a un público amplio, similar a las películas de Walt Disney Animation Studios. Grant Kirkhope compuso la banda sonora; Banjo-Kazooie fue uno de los primeros juegos en presentar remezclas verticales, donde varias capas de sonido aparecen y desaparecen dependiendo de la ubicación del jugador.
Lanzado en Norteamérica a fines de junio de 1998 y en Europa el mes siguiente, Banjo-Kazooie vendió más de tres millones de copias, lo que lo convierte en uno de los juegos de Nintendo 64 más vendidos. Recibió elogios de la crítica, que dijo que superó a Super Mario 64 como el mejor juego de plataformas y aventuras en 3D. Destacaron las imágenes, banda sonora, los personajes, la escritura, el humor y el diseño de niveles, pero criticaron la falta de originalidad y la cámara. Banjo-Kazooie recibió numerosos elogios de fin de año, incluidos dos de la Academy of Interactive Arts & Sciences: Juego de acción de consola del año y Logro destacado en arte/gráficos.
En retrospectiva, Banjo-Kazooie es considerado uno de los mejores juegos de Rare y uno de los mejores juegos de Nintendo 64. Generó una serie que incluye dos secuelas, Banjo-Tooie (2000) y Banjo-Kazooie: Nuts & Bolts (2008), y dos spin-offs, Grunty's Revenge (2003) y Banjo-Pilot (2005). Luego de la adquisición de Rare por parte de Microsoft en 2002, 4J Studios desarrolló un port para Xbox 360 en 2008, que luego se incluyó en la compilación de Xbox One Rare Replay en 2015. Se lanzó en Nintendo Switch para los suscriptores de Nintendo Switch Online + Expansion Pack en 2022, marcando su primer relanzamiento en una consola de Nintendo.

## Sistema de juego
Banjo-Kazooie es un videojuego de plataformas para un solo jugador en el que el jugador controla a los protagonistas Banjo y Kazooie desde una perspectiva en tercera persona. El juego presenta nueve mundos tridimensionales donde el jugador debe reunir notas musicales y piezas de rompecabezas, llamadas Jiggies, para progresar. El jugador viaja de un mundo a otro a través de «Gruntilda's Lair», una región que actúa como el supramundo central del juego. Los jiggies le permiten al jugador completar rompecabezas que abren puertas a nuevos mundos, mientras que las notas musicales le permiten al jugador acceder a nuevas secciones del supramundo. Al igual que Super Mario 64, Banjo-Kazooie es muy abierto y permite al jugador coleccionar Jiggies y notas musicales en un orden no lineal. También es posible completar ciertos mundos desordenados, suponiendo que el jugador tenga suficientes Jiggies y notas musicales para llegar a un mundo antes de lo previsto.
Cada mundo se compone de una serie de desafíos que implican resolver acertijos, saltar obstáculos, recolectar objetos y derrotar a los oponentes. El juego presenta elementos de acción y aventura, y el jugador a menudo debe interactuar con personajes que no son jugadores y ayudarlos. También es posible aumentar la barra de salud de Banjo y Kazooie recolectando piezas de panal vacías a lo largo del juego. Banjo y Kazooie pueden realizar muchas habilidades, como saltar, escalar, nadar, volar y rodar hacia los enemigos. Estos se aprenden gradualmente al encontrar a su amigo, Bottles the Mole, a lo largo del juego. Algunas habilidades requieren que se realicen elementos específicos. Por ejemplo, las plumas rojas permiten que Banjo y Kazooie vuelen, mientras que las plumas doradas los protegen del daño. Algunos elementos permiten que la pareja obtenga habilidades temporales. Por ejemplo, los zapatos «Turbo Trainer» brindan una ráfaga de velocidad utilizada para llegar a un destino a tiempo. Además, en cada mundo se encuentran cinco pequeñas criaturas llamadas Jinjos que, al reunir a la población mundial completa, otorgan al dúo un Jiggy.
Banjo y Kazooie ocasionalmente reciben la ayuda de su amigo Mumbo Jumbo, un chamán que puede usar poderes mágicos para transformarlos en varias criaturas. Estos incluyen una termita, un caimán, una morsa, una calabaza y una abeja melífera. Las criaturas tienen sus propias habilidades y permiten al jugador acceder a desafíos que de otro modo serían inaccesibles. Antes de que se permita un proceso de transformación, el jugador debe encontrar un número requerido de «Mumbo Tokens» en los mundos. Al encontrar un libro de hechizos llamado Cheato en el supramundo del juego, el jugador también puede desbloquear códigos secretos que aumentan la capacidad del inventario de artículos de Banjo y Kazooie.

## Trama
En una región llamada Montaña Espiral, una bruja malhumorada llamada Gruntilda se entera a través de su caldero mágico, Dingpot, que Tooty, una osita pardo que vive cerca, es más hermosa que ella. Celosa, Gruntilda crea una máquina para transferir la belleza de una entidad a otra, que tiene la intención de usar con Tooty. Gruntilda secuestra a Tooty mientras su hermano mayor, Banjo, duerme. La amiga de Banjo, Kazooie, una «Breegull» hembra de cresta roja, lo despierta y los dos deciden rescatar a Tooty. Mientras Banjo y Kazooie recolectan notas musicales y Jiggies para atravesar la guarida de Gruntilda, cuentan con la ayuda de Bottles, un topo y amigo de Tooty, y Mumbo Jumbo, un chamán que solía ser el maestro de Gruntilda; también rescatan a los Jinjos, pequeñas criaturas que Gruntilda aprisionaba en cada mundo.
Habiendo reunido la mayoría de las notas musicales y Jiggies, Banjo y Kazooie participan en un programa de juegos de trivia presentado por Gruntilda, donde responden preguntas y completan desafíos relacionados con ciertos aspectos del juego. Una vez que ganan el juego, Banjo y Kazooie recuperan a Tooty y celebran con sus amigos y una barbacoa. Sin embargo, poco después de que comience la barbacoa, Tooty, insatisfecha con la derrota pasiva de su secuestrador, ordena a los héroes que persigan a Gruntilda que se escapó. Banjo y Kazooie entran en la parte superior de la guarida, donde se enfrentan a la bruja. Se produce una feroz batalla, pero con la ayuda de los Jinjos que rescataron, el dúo envía a Gruntilda cayendo hacia la Montaña Espiral, donde queda atrapada debajo de una roca que cae. Banjo y Kazooie se van de vacaciones a la playa con sus amigos y celebran su victoria. Gruntilda jura vengarse de Banjo y Kazooie y pide a su secuaz, Klungo, que mueva la roca.

## Desarrollo

### Orígenes
Los orígenes de Banjo-Kazooie se remontan a Project Dream, un videojuego cancelado desarrollado por el equipo de Donkey Kong Country 2: Diddy's Kong Quest para Super Nintendo Entertainment System. Inspirado en los juegos de rol japoneses y los juegos de aventuras de LucasArts, Dream fue desarrollado durante 16 meses y protagonizado por un niño que se metió en problemas con un grupo de piratas. El juego utilizó la tecnología de gráficos Advanced Computer Modeling —ACM— de Rare, utilizada por primera vez en Donkey Kong Country, a un nivel avanzado. A medida que avanzaba el desarrollo, el personaje fue reemplazado por un conejo y luego por un oso, que eventualmente se convirtió en Banjo. Debido a que la introducción de Nintendo 64 dejó obsoleta la tecnología ACM, Rare decidió hacer la transición del desarrollo del juego a esa consola. El proyecto resultó ser demasiado ambicioso para los desarrolladores, quienes sintieron que el juego no era divertido. Después de que las primeras versiones de Conker's Bad Fur Day resultaran satisfactorias, la compañía decidió remodelar Dream en un juego de plataformas al estilo de Donkey Kong. Sin embargo, cuando Rare se dio cuenta de que Super Mario 64 iba a establecer el estándar para los juegos en 3D, haciendo que su proyecto pareciera obsoleto, la compañía finalmente descartó todo el trabajo en Dream para producir un nuevo juego con Banjo.

### Producción
El trabajo real en Banjo-Kazooie comenzó en marzo de 1997 con un equipo de desarrollo de 10 personas. A medida que avanzaba el desarrollo, el equipo creció hasta un total de 15 miembros, que incluían siete ingenieros, cinco artistas, dos diseñadores y un músico. El equipo estaba compuesto por personas con experiencia y sin experiencia; algunos habían estado trabajando en Rare durante 10 años, mientras que otros nunca antes habían trabajado en un videojuego. Gregg Mayles se desempeñó como diseñador principal. El mundo 3D de Super Mario 64 fue una gran inspiración para Banjo-Kazooie, ya que Rare pretendía combinarlo con el aspecto de Donkey Kong Country. El juego fue diseñado para atraer a jugadores de todas las edades de manera similar a las películas de Walt Disney Animation Studios. Según Rare, «Queríamos que los personajes atrajeran principalmente a una audiencia más joven pero, al mismo tiempo, darles suficiente humor y actitud para no desanimar a los jugadores mayores». La música del juego, compuesta por Grant Kirkhope, fue diseñado para desvanecerse gradualmente de un estilo al siguiente sin pausa, mientras que la composición general se repite continuamente.
Rare decidió hacer un juego de acción que se centrara totalmente en Banjo y sus habilidades. Kazooie fue concebido más tarde durante la planificación de tales habilidades. Según Mayles, «Se nos ocurrió la [...] idea de que un par de alas pudieran aparecer de su mochila para ayudarlo a realizar un segundo salto. También queríamos que Banjo pudiera correr muy rápido cuando fuera necesario [entonces] agregamos un par de piernas “rápidas” que aparecían desde el fondo de la mochila. [Y poco después] llegamos a la conclusión lógica de que podrían pertenecer a otro personaje, uno que en realidad vivía en la mochila de Banjo». El personaje recibió su nombre de un mirlitón, que se consideraba un instrumento molesto, «muy parecido a la personalidad del pájaro», explicó Mayles. En lugar de un diálogo real, todos los personajes del juego presentan voces «murmurando». Esta elección se hizo para transmitir sus personalidades sin que realmente hablaran, ya que Rare sintió que el discurso real «podría arruinar la percepción del jugador sobre los personajes». La bruja Gruntilda se inspiró en Grotbags de la serie de televisión británica Grotbags.
Banjo-Kazooie emplea una técnica avanzada para representar sus gráficos. Los personajes del juego se crearon con una cantidad mínima de texturas para que pudieran tener un aspecto nítido y limpio, mientras que los fondos usan texturas muy grandes divididas en piezas de 64×64, que era el tamaño de textura más grande que podía generar Nintendo 64. Debido a que esta técnica causó problemas significativos de fragmentación de la memoria, los desarrolladores crearon un sistema patentado que podía «reorganizar» la memoria a medida que los jugadores jugaban el juego. Según el programador principal Chris Sutherland, «dudaría que muchos juegos [de Nintendo 64] de la época hicieran algo así». El hecho de que el jugador pudiera transformarse en pequeñas criaturas se implementó para dar a algunos de los mundos un sentido de escala diferente.
Originalmente, Rare planeó incluir un modo multijugador y más mundos en el juego, pero estas características no se implementaron debido a limitaciones de tiempo; algunas de ellas se incluyeron más tarde en la secuela Banjo-Tooie. Además, una función llamada «Stop 'N' Swop», que habría permitido transferir datos de Banjo-Kazooie a Donkey Kong 64 y Banjo-Tooie, permanece incompleta en el juego. La función nunca se implementó por completo debido a dificultades técnicas en el hardware de Nintendo 64. El desarrollo del juego tardó en general 17 meses en completarse después de que Rare descartara Project Dream, y los dos primeros se dedicaron a experimentar con la tecnología gráfica de Dream. En junio de 1997, se mostró una versión funcional del juego en Electronic Entertainment Expo, donde se anunció oficialmente que Dream se había convertido en Banjo-Kazooie. El lanzamiento del juego estaba inicialmente programado para noviembre de 1997, pero se retrasó para dar a los desarrolladores más tiempo para pulir el juego. Banjo-Kazooie fue lanzado el 29 de junio de 1998 en América del Norte, el 17 de julio de 1998 en Europa, y el 6 de diciembre de 1998 en Japón. Tenía un presupuesto de marketing de US$10 millones.

## Recepción
Banjo-Kazooie recibió elogios de la crítica por los periodistas de videojuegos, quienes a menudo lo comparaban con Super Mario 64 debido a su jugabilidad similar. Escribiendo para IGN, el editor Peer Schneider sintió que Banjo-Kazooie era «el mejor juego de plataformas en 3D [que ha jugado] y un sucesor más que digno de Super Mario 64». De manera similar, el crítico de Electronic Gaming Monthly, Shawn Smith, lo calificó como el mejor juego de acción y aventuras en 3D en ese momento, elogiando sus gráficos, efectos de sonido y la cantidad de juego que ofrece cada nivel. GamePro describió a Banjo-Kazooie como un «juego más complejo, más fluido y más atractivo» que Super Mario 64, mientras que N64 Magazine destacó la duración del juego, señalando que el juego puede tardar entre 40 y 50 horas en completarse por completo.
Los gráficos fueron vistos como uno de los aspectos más fuertes del juego. Jeff Gerstmann de GameSpot explicó que Banjo-Kazooie «mantiene la apariencia de Mario 64, pero en lugar de polígonos planos y sombreados, [el juego] usa muchas texturas». La larga distancia de dibujo del juego, la velocidad de fotogramas sólida, la iluminación especial, los efectos de transparencia y las animaciones se destacaron muy positivamente. Los críticos también elogiaron la banda sonora dinámica del juego. IGN comentó que «permite a los jugadores saber a dónde van. Esto sucede todo el tiempo y en todos los niveles. Todo es muy al estilo de Disney». Los efectos de sonido recibieron elogios similares, y algunos críticos atribuyeron los patrones de habla únicos y diversos de los personajes..
GameSpot comentó que, aunque el juego es relativamente formulado, «hace las progresiones lógicas que esperaría que hiciera Nintendo». Game Informer observó que, si bien Banjo-Kazooie es muy similar a Super Mario 64, tiene menos énfasis en las plataformas y más en la exploración. Next Generation destacó la profundidad y los detalles del juego, afirmando que Super Mario 64 «se ve desnudo y envejecido en comparación». Colin Williamson de AllGame declaró profesionales similares, acreditando el diseño de niveles como «simplemente delicioso, cargado de creatividad, secretos y personajes memorables». Nintendo Power comentó que los acertijos del juego eran nuevos y que los personajes «tienen una actitud más fanfarrona que Mario y su equipo». Un aspecto habitualmente criticado del juego era su cámara defectuosa. sistema. GameRevolution comentó que ocasionalmente puede estar en un mal ángulo para medir un salto correctamente, mientras que Edge dijo que su posición fija en las secciones bajo el agua puede ser frustrante al recuperar objetos coleccionables.
En 1999, Banjo-Kazooie recibió dos premios durante la 2ª edición de los Premios anuales de logros interactivos de AIAS: Juego de Acción de Consola del Año y Logro Destacado en Arte/Gráficos. También fue nominado para Juego del año y Juego de aventura de consola del año. IGN premió al juego como Mejor Gráfico General de 1998, Mejor Diseño de Textura de 1998, y Mejor Música de 1998.

### Ventas
Tras su lanzamiento, Banjo-Kazooie funcionó muy bien tanto en el Reino Unido como en EE. UU.  Virgin Megastore informó que el juego estaba en lo más alto de las listas de éxitos del Reino Unido a partir del 21 de septiembre de 1998. En Japón, Banjo-Kazooie entró en las listas de ventas de Famitsu durante la semana que finalizó el 13 de diciembre de 1998, vendiendo 74 000 copias para un total de 117 399. En el festival Milia de 1999 en Cannes, el juego se llevó a casa un premio «Oro» por ingresos superiores a 26 millones de euros en la Unión Europea durante 1998. Hasta marzo de 2003, el juego había vendido más de 405 000 unidades en Japón. Hasta diciembre de 2007, había vendido más de 1,8 millones de copias en EE. UU.

## Legado
Una secuela, Banjo-Tooie, fue lanzada para Nintendo 64 en 2000 y adopta en gran medida la mecánica de juego de su predecesor. La serie Banjo-Kazooie continuó desarrollándose con el lanzamiento de Banjo-Kazooie: Grunty's Revenge y Banjo-Pilot para Game Boy Advance en 2003 y 2005, respectivamente. Los personajes Banjo y Kazooie demostraron ser populares y alguna vez fueron vistos como una mascota potencial para la consola Xbox 360. Un tercer juego principal, Banjo-Kazooie: Nuts & Bolts, fue lanzado para Xbox 360 en 2008. Nuts & Bolts es una desviación de sus predecesores e involucra al jugador construyendo vehículos de todas las formas y tamaños para completar desafíos.
Una versión Xbox Live Arcade de Banjo-Kazooie, desarrollada por 4J Studios, fue lanzada para Xbox 360 el 26 de noviembre de 2008. Esta versión se ejecuta en modo panorámico completo, incluye logros y es compatible con la conectividad «Stop 'N' Swop» que estaba incompleta en el juego de Nintendo 64, que ahora se usa para desbloquear funciones tanto en Banjo-Kazooie: Nuts & Bolts como en el entonces- próxima versión Xbox Live Arcade de Banjo-Tooie. La versión de Xbox Live Arcade fue generalmente bien recibida por los críticos, con una puntuación total de 77 sobre 100 en Metacritic. Si bien algunas publicaciones como Eurogamer consideraron que el juego relativamente sin cambios estaba desactualizado, varios coincidieron en que la versión de Xbox Live Arcade fue un renacimiento sólido de un clásico. En 2009, IGN lo clasificó séptimo en su lista de los 10 mejores juegos de Xbox Live Arcade, y el editor Cam Shea afirmó que, si bien el juego «no es perfecto, fue un título histórico por una razón». En 2015, la versión Xbox Live Arcade se convirtió en uno de los primeros títulos retrocompatibles para Xbox One y se relanzó como parte de la compilación de videojuegos Rare Replay. En 2019, esta versión se mejoró para ejecutarse con una resolución nativa de 4K en Xbox One.
Banjo-Kazooie se incluye ocasionalmente en las listas de «mejores juegos» de las publicaciones de videojuegos. En 2000, el juego ocupó el puesto número siete en la lista de IGN de los 25 mejores juegos N64 de todos los tiempos. En 2009, Game Informer clasificó el juego en el puesto 71 de su lista de los 100 mejores juegos de todos los tiempos. Un sucesor espiritual de Banjo-Kazooie, Yooka-Laylee, fue lanzado en 2017. Los elementos, en gran parte provenientes de Banjo-Kazooie, se lanzaron como contenido descargable para el juego de lucha cruzado Super Smash Bros. Ultimate el 4 de septiembre de 2019, incluidos Banjo y Kazooie como un equipo de luchadores jugables y un escenario basado en «Spiral Mountain», una ubicación en el juego. Banjo-Kazooie se agregó a la biblioteca de Nintendo Switch Online de juegos de Nintendo 64 el 20 de enero de 2022, marcando su primer relanzamiento en una consola de Nintendo. Al revisar este lanzamiento, Nintendo Life le dio al juego una calificación de 10 sobre 10, afirmando que Banjo-Kazooie «es uno de los mejores lanzamientos [de Nintendo 64] y una de las joyas de la corona indiscutibles de Rare».